# Côte Vermeille (kanton)
Côte Vermeille er en fransk kanton beliggende i departementet Pyrénées-Orientales i regionen Occitanie. Kantonen blev udvidet med 3 kommuner pr. dekret 26. februar 2014. Hele kantonen ligger i Arrondissement Céret. Hovedby er Argelès-sur-Mer.
Côte Vermeille består af 7 kommuner :
- Argelès-sur-Mer
- Banyuls-sur-Mer
- Cerbère
- Collioure
- Palau-del-Vidre
- Port-Vendres
- Saint-André

## Historie
Kantonen blev etableret 16. august 1973. Kommunerne var tidligere del af kantonen Argelès-sur-Mer.
Indtil 2015 bestod Kanton Côte Vermeille af 4 kommuner :
- Port-Vendres (hovedby)
- Banyuls-sur-Mer
- Collioure
- Cerbère